# Fregoli-Syndrom
Menschen mit dem Fregoli-Syndrom (auch Fregoli-Illusion) sind wahnhaft davon überzeugt, dass sich Leute aus ihrem Umfeld optisch verändert haben und als andere Personen auftreten. Das Syndrom tritt meist im Rahmen schizophrener Erkrankungen auf.
Der Name des Syndroms geht auf den italienischen Verwandlungskünstler und Schauspieler Leopoldo Fregoli zurück.